# اوست-یوگوز
اوست-یوگوز (انگلیسی: Ust-Yuguz) یک شهرک در شهرستان دووانسکی در استان باشقیرستان کشور روسیه است.